# 雅亚克
雅亚克（法語：Jayac，法語發音：[ʒajak]）是法国多尔多涅省的一个市镇，属于萨拉拉卡内达区。

## 地理
雅亚克（45°1'51"N, 1°20'38"E）面积17.77 平方千米，位于法国新阿基坦大区多爾多涅省，该省份为法国西南部内陆省份，是法國本土面积第三大的省，大致对应佩里戈尔地区，北起顺时针与夏朗德省、上维埃纳省、科雷兹省、洛特省、洛特-加龙省、吉倫特省和滨海夏朗德省接壤。
与雅亚克接壤的市镇（或旧市镇、城区）包括：拉多尔纳克、波兰、阿尔希尼亚克、拉卡萨涅、纳达亚克、博雷兹。

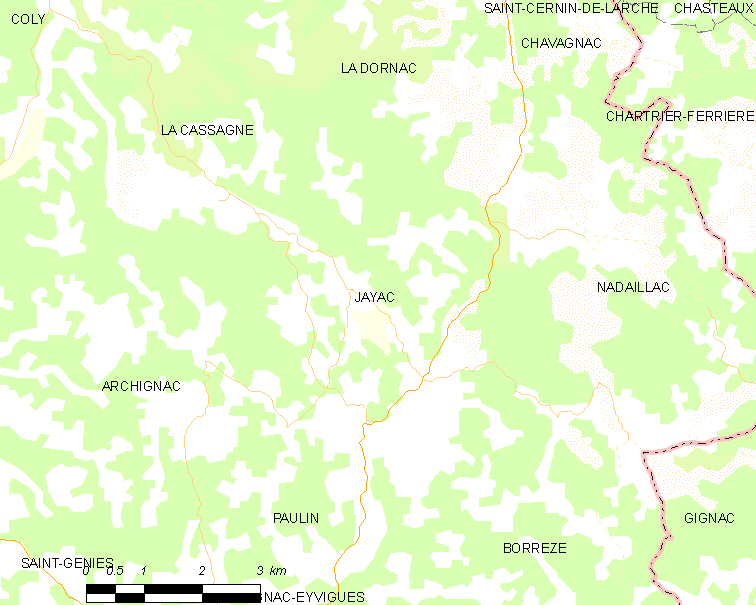
雅亚克的OSM定位图

雅亚克的时区为UTC+01:00、UTC+02:00（夏令时）。

## 行政
雅亚克的邮政编码为24590，INSEE市镇编码为24215。

## 政治
雅亚克所属的省级选区为泰拉松-拉维勒迪约县。

## 人口

1962-2008年间雅亚克人口变化图示

雅亚克于2022年1月1日时的人口数量为188人。